# Harmost
Harmost (en llatí harmostus, en grec antic ἁρμοστής, literalment "conciliador") era el nom dels governadors que els espartans, després de la guerra del Peloponès, deixaven a les ciutats (Polis) conquerides, en part per garantir la submissió i en part per abolir el sistema democràtic; actuaven de fet com a tirans o reis, als quals alguns autors els assimilen. Probablement el nom era més antic, i devia designar els funcionaris enviats a les ciutats dels periecs per a garantir la seva submissió a Esparta.
La primera menció dels harmosts data de l'any 421 aC, quan es van instal·lar guarnicions a les ciutats d'Amfípolis i Torone, a Tràcia, després que Bràsides les va sotmetre. Després de la victòria d'Esparta sobre Atenes a la batalla d'Egospòtam l'any 405 aC, els espartans van situar harmosts al davant de guarnicions militars a la majoria de ciutats atenenques. Lisandre va ser encarregat pels èfors de situar-los, i també va organitzar governs oligàrquics locals dirigits per deu ciutadans escollits entre l'aristocràcia.
Els harmosts depenien dels èfors, i supervisaven les accions dels generals i recolzaven les oligarquies. Atenes va tenir una atenció especial, i quan l'harmost Cal·libi d'Esparta es va instal·lar a l'Acròpoli de la ciutat va donar suport al govern dels Trenta Tirans.
Entre els anys 399 aC i 396 aC van anar desapareixent del govern de les ciutats, en part pel desprestigi que representava per Esparta el seu despotisme i les seves arbitrarietats. L'any 387 aC, en els termes estipulats per la Pau d'Antàlcides, es va buscar una forma de controlar-los, però Esparta va insistir en nomenar-los i tenir-los sota el seu govern. No van desaparèixer fins després de la batalla de Leuctra quan Tebes va vèncer a Esparta.
No se sap quant de temps durava el càrrec, però en el cas conegut de Citerodices, harmost de Citera, va ser d'un any, i és possible que aquesta en fos la durada, tot i que devia ser prorrogable.